# SM Entertainment
La SM Entertainment (SM엔터테인먼트?) è una etichetta discografica indipendente e agenzia di talenti sudcoreana di musica K-pop, fondata da Lee Soo-man a Seul. Inizialmente, SM era l'abbreviazione del nome del fondatore dell'etichetta, ma in seguito ha assunto il significato di Star Museum. In passato, la SM ha lanciato gruppi come HOT, S.E.S. e Shinhwa. La sua scuderia di artisti include nomi importanti nell'industria discografia orientale come Red Velvet, BoA, TVXQ, The Grace, Kangta, Girls' Generation, SHINee, Super Junior, TRAX, f(x), EXO, Zhang Liyin, NCT e Aespa. Tramite l'agenzia di talenti si sono avviate inoltre le carriere di attori come Go Ara, Kim Min-jong e Lee Yeon-hee. La SM Entertainment inoltre è affiliata con l'Avex Trax per la pubblicazione di artisti giapponesi come Ayumi Hamasaki, Namie Amuro e Koda Kumi . Dal 2012, l'amministratore delegato dell'etichetta è Kim Young-min.
La SM Entertainment, inoltre è entrata in conflitto con vari artisti, tra cui Hangeng dei Super Junior, il gruppo JYJ, Kris Wu, Luhan e Huang Zitao degli Exo-M e Jessica delle Girls' Generation.

## Artisti
Tutti gli artisti sotto la SM Entertainment sono noti collettivamente come SMTown. 
Cantanti
| Solisti - BoA - Kangta - J-Min - Kyuhyun - Ryeowook - Yesung - Heechul - Taemin - Taeyeon - Yoona - Hyoyeon - Yuri - Key - Onew - Minho - Chen - U-Know Yunho - Baekhyun - Suho - Max Changmin - Kai - Wendy | Gruppi - TVXQ - SuperJunior - Girls' Generation - SHINee - EXO - Red Velvet - NCT - aespa | Sub-unità - Girls' Generation-TTS - Girls' Generation-Oh!GG - EXO-CBX - EXO-SC - Red Velvet - Irene & Seulgi - NCT U - NCT 127 - NCT Dream - WAYV | Progetti - SM the Ballad - Younique Unit - SM The Performance - Toheart - SuperM - Got the Beat Scream Records - DJ Hyo - Ginjo - Imlay - Raiden |

Produttori/compositori
- Yoo Young-jin
- Young-hu Kim
- Kenzie
- Song Kwang-sik (pianista)
- Hitchhiker
- Kangta
- Lay
- Raiden

Scrittori di testi
- Kenzie
- Misfit
- Young-hu Kim
- Yoo Young-jin
- JQ
- Jo Yoon-kyung

Attori
- Choi Jong-yoon
- Ki Do-hun
- Kim Ian
- Kim Min-jong
- Lee Cheol-woo
- Lee Jae-ryong
- Lina
- Yoo Ho-jeong

Coreografi
- Gregory Hwang
- Shim Jae-won
- Shin Soo-jung
- Mihawk Back
- Rino Nakasone
- Kasper

## Etichette sussidiarie
- Label SJ (2015)
- ScreaM Records
- Label V
- All I Know Music (AIKM)
- SM Classics
- Mystic Story Entertainment

## Allegati
- SM Japan (2001)
- SM C&C (2012)
- SM S&C
- Dream Maker Entertainment (2006)
- SM Life Design Group (2018)
- SM True (2011)
- SM Brand Marketing (2008)
- SMTOWNnow
- SM GLOBAL PACKAGE
- SM USA (2008)
- SM F&B Development (2008)
- SM TOWN Planner (2017)
- SMTOWN & Store
- SM GLOBAL SHOP
- SMT SEOUL
- DEAR U (2017)
- galaxia SM (2004)
- Million Market (2018)
- KeyEast (2018)
- ESteem (2015)
- Mystic Story (2017)

## Concerti

### Concerti 'tour'
- SMTOWN Live '08 (2008–2009)
- SMTOWN Live '09 (2009)
- SM Town Live '10 World Tour (2010–2011)
- SM Town Live World Tour III (2012–2013)
- SM Town Live World Tour IV (2014–2015)
- SM Town Live Tour V in Japan (2016)
- SM Town Live World Tour VI (2017–2018)

### Music festivals
- SM Smile Concert China (2002)
- SM Smile Concert (2003)
- SM Summer Town Festival (2006)
- SMTOWN Summer Concert (2007 – Olympic Gymnastics Arena)[2]
- SM Town Week (2013)
- SMile Music Festival (2015)

### Altro
- SMTOWN Special Stage in Hong Kong (2017)
- SMTOWN Live 2018 In Osaka
- SMTOWN Live Special Stage in Santiago (2019)
- SMTOWN Live 2019 In Tokyo (2019)
- SMTOWN Live Culture Humanity (2021)

## Filmografia
- I AM.: SM Town Live World Tour in Madison Square Garden (2012) - "Dear My Family"
- SMTOWN Live in Tokyo Special Edition in 3D (2012)